# Чикой (національний парк)
Національний парк «Чикой» (рос. Национальный парк «Чикой») — природоохоронна територія, розташована на території Красночикойського району Забайкальського краю Росії. Площа парку — 6664,68 км².
Національний парк «Чикой» заснований відповідно до Постанови Уряду Російської Федерації № 158 від 28 лютого 2014 року. Утворений з метою охорони кедрових лісів і південносибірської тайги з елементами гірських степів і альпійських луків у верхів'ях річки Чикой (притоки Селенги).

## Опис
Національний парк розташований на Хентей-Даурському нагір'ї у верхів'ях річки Чикой. Парк був створений на території двох ліквідованих заказників — Буркальского і Ацинського, він також містить Бистринський Голець (Барун-Шабартуй, 2519 м), найвищу точку гірського масиву, скельне урочище Ламський Городок, озеро Шебетуй.

## Природа
На території парку ростуть: сосна сибірська і звичайна, кедровий сланик, модрина, ялина сибірська, горобина, бузина, глід, Populus suaveolens, жимолость, лілійні, бобові, осокові, тонконогові і ін.
Тут зустрічаються: лось звичайний, сарна азійська, свиня дика, кабарга сибірська, ведмідь бурий, вовк, рись, борсук азійський, соболь, мустела сибірська, вивірка, заєць білий, політуха сибірська, глушець, орябок, куріпка біла, качки, багато видів горобцевих, лиликоподібні, земноводні, рептилії та інші.

## Галерея

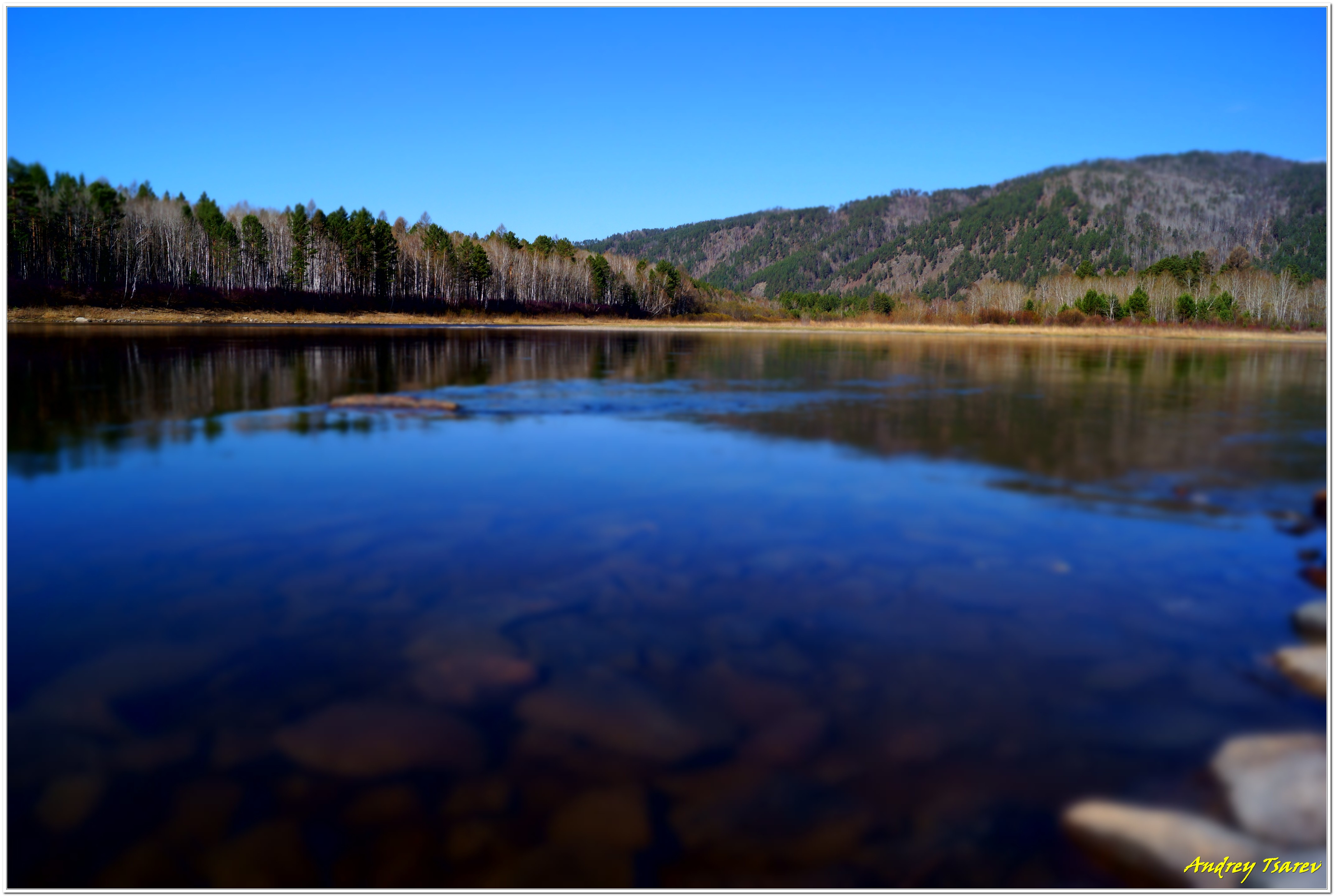
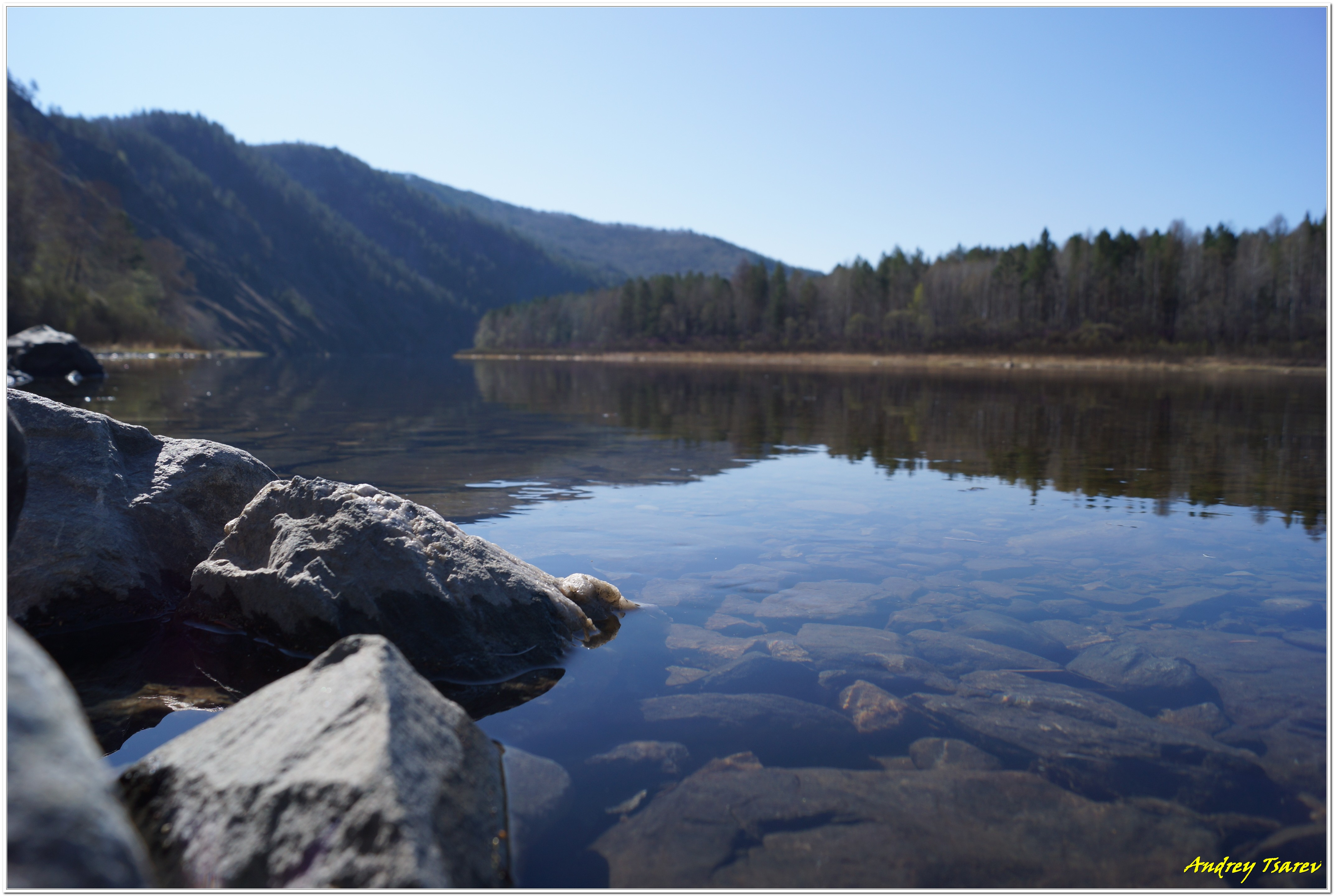
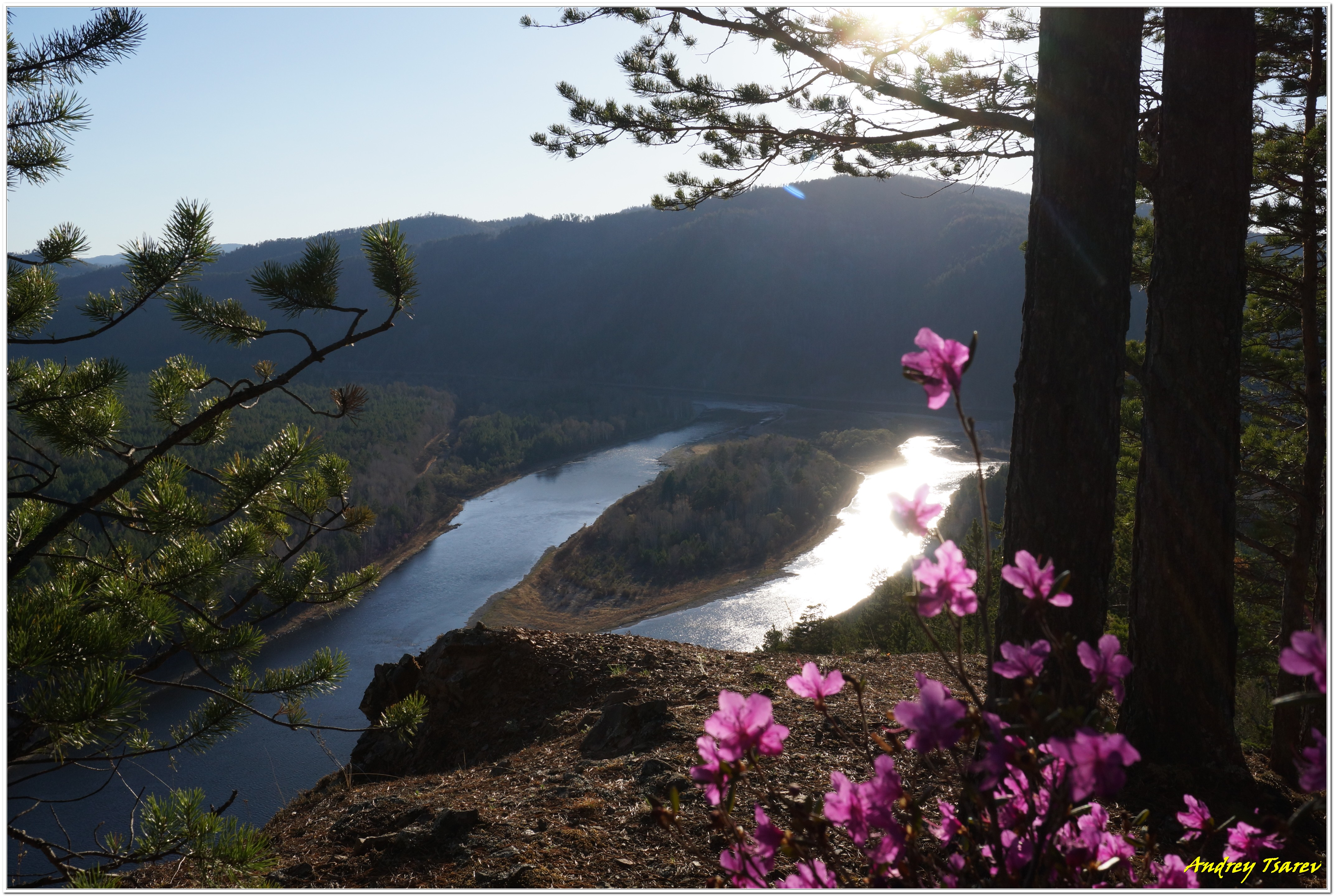